# Kurt Markus
Kurt Markus (* 9. Mai 1897 in Mödnitz; † nach 1966) war ein deutscher Lehrer, Heimatforscher, Archiv- und Denkmalpfleger sowie Naturschützer im Kreis Torgau.

## Leben und Wirken
Kurt Markus war als Schulrektor in Torgau in der preußischen Provinz Sachsen tätig. Ab 1933 war Markus Mitglied der SA und des Opferrings der NSDAP.
Ehrenamtlich war er seit 1920 mit Forschungen zur Heimatgeschichte, Sitte und Brauchtum aktiv, worüber er mehrfach publizierte. 1929 wurde er bereits als Heimatpfleger des preußischen Kreises Torgau bezeichnet. 1937 übernahm er das Amt des staatlichen Archivpflegers für den Kreis Torgau, Pflegebezirk Torgau-Süd. In diesem Bereich war er für die Betreuung der staatlichen und privaten Archive zuständig. Ihm ist der Erhalt mehrerer Gutsarchive vor der Vernichtung zu verdanken, darunter das Gutsarchiv Martinskirchen, das heute im Landesarchiv Sachsen-Anhalt verwaltet wird.
Ferner war er auf Beauftragter für Naturschutz im Kreis Torgau. Dieses Amt übte er auch noch viele Jahre nach dem Zweiten Weltkrieg in der DDR aus.
1951 war er gemeinsam mit Karl Herrmann Schmidt, dem Bildhauer Adolf Hacker und Fritz Walther an der Wiedereröffnung des Museums in Torgau beteiligt, aus dem das heutige Stadt- und Kulturgeschichtlichen Museum Torgau hervorging.

## Nachlass
Seine Jahresberichte als Archivpfleger sind in der Akte Archivpflege im Landkreis Torgau im Landesarchiv Sachsen-Anhalt hinterlegt. Dort befindet sich auch sein von ihm handschriftlich ausgefüllter Personal-Fragebogen mit biografischen Angaben und Passbild.

## Werke (Auswahl)
- Meine schöne Heimat. Der Kreis Torgau. Herausgegeben vom Kreisausschuß für Heimatpflege, Kunstdruck- und Verlagsbüro, Kiel 1932.
- Geleitwort in: Naturkundlicher Wanderpfad durch unseren Stadtpark, Torgau 1954
- Schloß Hartenfels Torgau, ein kulturhistorisches Denkmal der DDR, in: Sächsische Heimatblätter, Bd. 6 (1960) S. 1–9

## Quelle
- Landesarchiv Sachsen-Anhalt, Abteilung Magdeburg, C 96 II, Nr. 49.